# Terence Vancooten
Terence Vancooten, né le 29 décembre 1997 à Kingston upon Thames, est un footballeur international guyanien jouant poste de défenseur central.

## Biographie

### En sélection
En juin 2019, il est retenu par le sélectionneur Michael Johnson afin de participer à la Gold Cup organisée aux États-Unis, en Jamaïque et au Costa Rica.